# Forty Shades of Blue
Pour plus de détails, voir Fiche technique et Distribution.
Forty Shades of Blue est un film américain réalisé par Ira Sachs, sorti en 2005.

## Synopsis
À Memphis, Tennessee, Alan et Laura forment un couple original, mais dont la passion semble pour le moins éteinte : producteur de légende, Alan est un des rares Blancs à avoir produit de la soul dans les années 1960. Beaucoup plus jeune et fraîchement débarquée de sa Russie natale, Laura passe l'essentiel de son temps à s'occuper de leur jeune fils, alors qu'Alan mène une vie très débridée.
Le jour où Michael, fils d'un premier mariage d'Alan, vient leur rendre visite, Laura découvre un nouveau regard sur elle-même. La présence de Michael va bouleverser l'équilibre trop établi de sa vie.

## Fiche technique
- Titre : Forty Shades of Blue
- Réalisation : Ira Sachs
- Scénario : Michael Rohatyn et Ira Sachs
- Production : Mary Bing, Margot Bridger, Jawal Nga (en), Donald Rosenfeld (en), Ira Sachs, Sydney Pollack, Geoff Stier et Diane von Fürstenberg
- Budget : 1,5 million de dollars
- Musique : Dickon Hinchliffe
- Photographie : Julian Whatley
- Montage : Affonso Gonçalves
- Décors : Teresa Mastropiero
- Pays d'origine : États-Unis
- Format : Couleurs - 1,85:1 - Dolby Digital - 35 mm
- Genre : Drame
- Durée : 108 minutes
- Dates de sortie : janvier 2005 (festival de Sundance), 28 septembre 2005 (États-Unis), 7 décembre 2005 (France)

## Distribution
- Rip Torn : Alan James
- Dina Korzun : Laura
- Darren E. Burrows : Michael
- Stuart Greer (en) : Tom Skolnick
- Jenny O'Hara (en) (VF : Frédérique Cantrel) : Celia
- Red West : Duigan
- Jerry Chipman : Shel
- Andrew Henderson : Sam James
- Charly Kayle : Karin
- Mary Jean McAdams : Gina
- Emily McKenna : April James
- Joanne Pankow : Betty
- Forrest Pruett : Gary
- Paprika Steen : Lonni
- John Boyd West : Barry

## Récompenses
- Nomination au Grand Prix lors du Festival du cinéma américain de Deauville 2005.
- Grand Prix du Jury lors du Festival du film de Sundance 2005.